# Свято Роксолана Василівна
Роксоляна Василівна Свято — філологиня, літературознавиця, перекладачка.

## Біографія
Закінчила Національний університет «Києво-Могилянська Академія» за фахом філологія, літературознавство. 
Працює кінокритиком у журналі «Кіно-театр». 
Дописує про літературу та кіно для різних друкованих та інтернет-видань: «ЛітАкцент», «Український журнал», «ПроStory», «Критика» . 
З 2013 року працює редакторкою відділу анотацій часопису «Критика». Перекладає з німецької, англійської та польської мов.
2019 року входила до журі книжкової премії літературного порталу «ЛітАкцент».
2023 року стала лауреаткою літературної премії Straelener Translation Prize.

## Переклади
- Як ми пережили комунізм і навіть сміялися (Славенка Дракуліч, Yakaboo Publishing, 2019)
- Вони б і мухи не скривдили. Воєнні злочинці на суді в Гаазі (Славенка Дракуліч, Комора, 2018)
- Жінка в Берліні (Комора, 2019)
- Гордість і упередження і зомбі (Джейн Остін, Сет Грем-Сміт, Основи, 2016)
- Шлях до Так. Як вести переговори, не здаючи позицій (Роджер Фішер, Уільям Юрі, Брюс Петтон, Основи, 2016)
- Леонардо і тайна вечеря (Росс Кінг, ArtHuss, 2019)
- Неймовірні. П'ятнадцять жінок, які творили мистецтво та історію (Бріджит Квінн, ArtHuss, 2018)
- Сьоме чуття. Влада, багатство і виживання в епоху мереж (Джошуа Купер Ремо, Yakaboo Publishing, 2018)
- Право на повагу (Януш Корчак, Дух і Літера, 2019)
- Блиск і полум'я. Біографія діамантів (Рашель Берґстін, Yakaboo Publishing, 2016)
- Голуби злітають (Мелінда Надь Абоньї, Комора, 2015)
- Імперіалізм і націоналізм по-червоному. Українська марксистська критика російського комуністичного панування в Україні (1918-1925) (Степан Величенко, Український католицький університет, 2017)
- Small Run Books — книги про мистецтво і культуру (комплект із 5 книг) (Джордж Бейкер, Джон Карлін, Арт Шпігельман, Ганс Ульріх Обріст, Паскаль Гілен, Доротея Ріхтер, Тайс Ляйстер, Роберт Крамб, IST Publishing, 2019)
- Розширене поле фотографії (Джордж Бейкер, IST Publishing, 2018)
- Весна варварів (Йонас Люшер, Основи, 2017)
- Просто неба. Київські нариси (Андрей Пучков, Дух і Літера, 2017)
- Сьоме чуття. Влада, багатство і виживання в епоху мереж (Джошуа Купер Ремо, Yakaboo Publishing, 2018)[7]